# Povijest jezika u Bosni i Hercegovini

## Jezik u predosmanskome razdoblju
Prema ostatcima malog broja srednjovjekovnih očuvanih spomenika u Bosni i Hercegovini potvrđeno je postojanje četiriju pisama na bosansko-humskome području, i to: grčkoga, latinskoga, ćirilice i glagoljice. Prvi jezični spomenici na slavenskom jeziku na području Bosne i Hercegovine potječu iz 11. ili 12. stoljeća. Radi se uglavnom i epigrafici, natpisima uklesanima u kamenu, od kojih je najstarija i najpoznatija Humačka ploča, u Humcu kod Ljubuškog.
Prvotno pismo u staroj, predosmanskoj bosanskoj političkoj jedinici bijaše glagoljica, na kojoj su napisani (najvjerojatnije na području sadašnje Hercegovine) i poznati Mihanovićev i Grškovićev fragment apostola, no koju je ubrzo zamijenila domaća varijanta ćirilice, bosančica, na kojoj je napisan veći dio tekstova sve do 16. stoljeća.
Područje sadašnje Bosne i Hercegovine, od početka dijalekatske diferencijacije u 11. i 12. stoljeću, uglavnom pripada štokavskom narječju, uz prevlast čakavskoga narječja na krajnjem zapadu, sadašnjem Bihaćkom kraju i Pounju. Do 15. stoljeća su u velikoj mjeri dovršene jezičnodijalekatske promjene, koje su dale miješani idiom štokavsko-čakavski u kojem prevladava štokavština. Sličan tomu je i izraz pisaca hrvatske književnosti u Dubrovniku u 15. i dijelu 16. stoljeća (Džore Držić, Šiško Menčetić, Dominko Zlatarić): štokavsko-čakavska mješavina u kojoj preteže štokavština, uz tu razliku što je u Dubrovniku ijekavski refleks jata prevagnuo nad ikavskim (s kojim supostoji), dok na području današnje BiH (što uključuje i zapad, tursku Hrvatsku) dominira ikavski govor (iako je prisutna i jekavica na istoku). 
Još jedna razlika je u tome što se pisani dokumenti u Bosni i Humu nisu oslobodili prevlasti ili snažnoga utjecaja crkvenoslavizama sve do turskoga osvojenja, osim u tekstovima na mramorovima. U promjenama koje su zahvatile područje od Sutle do Morave, od 12. do 15. stoljeća formirano je pet velikih narječnih zona: kajkavska, čakavska, zapadnoštokavska, istočnoštokavska i torlačka. 
Zapadnoštokavska obuhvaća Slavoniju i veći dio današnje BiH preko granica crte koja povezuje slijevove rijeka Bosne i Neretve (u sjevernijem dijelu skoro do Drine). Istočna štokavština je nazočna na najistočnijem dijelu BiH, u Podrinju, te dijelovima povijesne Travunje i istočnog Zahumlja. 
Upitna zamjenica je jedan od refleksa praslavenskog čto (što, šta....), s time da sjever zadržava šćakavsku izoglosu (očuvanje glasovnih skupova "šća" i "žđa", poput u rječima ognjišće, izvješće...) dok se na krajnjem jugu (desetak posto ukupnog dijalekta, Hercegovina, Zagora i jug Dalmacije) ta isoglosa gubi (ognjište, izvještaj.).
Refleks jata je "i" na zapadu ("svidoci", "Stipan") i "je" ili "ie" na istoku ("sieče", "vjere"), s time da granica vjerojatno varira oko rijeka Bosne i Neretve, a mogući su i miješani ikavsko-jekavski dijalekti/govori poput neretvanskog (od Neretve do granice s istočnoštokavicom).
Ikavski refleks jata je prvi puta upisan u baš u Bosni, 1331. Zapadna se štokavština od istočne razlikovala po tronaglasnom sustavu (poput čakavštine), dok je istočno štokavsko narječje imalo dva naglaska.
Također, zapadna štokavština je kasnije izgubila jat (zatvoreno e), te duže sačuvala njegov parnjak (zatvoreno o), što je poglavito odlika hrvatskih govora (srpski "gube" jat dosta rano, vjerojatno pod zapadnobugarskim utjecajem/preplitanjem)
Korpus bosansko-humske pismenosti u predturskom (cca. 1100. – 1463.) možemo podijeliti u tri velike skupine:
- prvu kategoriju čine tekstovi krstjana, ili pripadnika Crkve bosanske, nastali uglavnom u 14. i 15. stoljeću. Radi se o prijepisima Evanđelja, dijelova Staroga zavjeta (Psaltir), i nekim drugim biblijskim tekstovima (Apokalipsa, Poslanice)-sve u svemu, deset do petnaest tekstova, od kojih su najreprezentativniji "Hvalov zbornik", "Mletački zbornik" i "Radosavljev zbornik". Jezik je u tim spisima veoma arhaičan crkvenoslavenski s elementima narodnoga govora (n.pr., karakterističan ikavizam u većini djela). Pisani su bosančicom, najčešće s glagoljskih predložaka i s glagoljičnim dodatcima u kolofonu. Uzmu li se u obzir i malobrojni drugi vjerski i umjetnički spisi za koje se smatra da su nastali na tlu BiH ("Berlinska Aleksandrida") ili su navedeni kao izgubljeni izvori- ovaj dio starobosanske pismenosti i književnosti nije, osim nekih značajki, presudan za utvrđivanje oblika jezika u predturskoj Bosni i Hercegovini. Naravno, druge je prirode njegova umjetnička i jezičnopovijesna važnost kao dijela kulturne baštine. Jezičnopaleografska istraživanja krstjanskih tekstova vršili su mnogi znanstvenici (katkad pod utjecajem vladajućih ideoloških matrica), među kojima se ističu Franjo Rački, Đuro Daničić, Vatroslav Jagić, Josip Hamm, Vera Jerković, Irena Grickat- Radulović, Jaroslav Šidak i Herta Kuna.

- u drugu kategoriju spadaju diplomatsko-pravni tekstovi (ugovori o trgovini, ugovori između bosanskih banova i kraljeva s Dubrovnikom i drugim gradovima, međusobna prepiska vlastele), s početkom u 12. stoljeću (povelja Kulina bana 1189.), no najbrojnijim korpusom tekstova nastalim u 14. i 15. stoljeću. Dokumenti su heterogene naravi, i odražavaju povijesni razvoj jezika kao i kulturnopolitički utjecaj susjednih zemalja. Uglavnom, za većinu tekstova se može reći da su pisani na narodnoj štokavštini ikavskoga refleksa jata (npr., Stjepan Ostoja 8. kolovoza 1400. vojvodi Hrvoju: "...Mi Stipan Ostoja...dajemo viditi vsakomu človiku ...virnim' slugam' za virna posluženia.". Ili, Grgur Vukosalić Hrvatinić, gospodar južnoga Zahumlja, 6. srpnja 1418.: "..Ja knez Grgur Vukosalić daju va s'vidinie vsakomu, kako po navodu zla človika postavih' pri Stonom' na Zablatku carinu, tko godi grede u Ston' ili dubrovčanin' ili vlah' ili sr'blin ili tko ini, i također i(z) Stona, da plaća carinu....koi gredu priko moe zemle u Ston', koliko koi gredu i(z) Stona priko moe zemle, i za to svrgoh ju.", uz primjetan udio crkvenoslavenskoga jezika i čakavštine (crksl.: počteni, čto; čakavski: greb, pojde, dojde, meju,... kao i oblici istovjetni u oba jezika: govoril, pisal, ..).  Dakle, pravno-administrativni tekstovi su dobra slika jezika u Bosni i Humu u to doba: radi se o zapadnoj, tronaglasnoj štokavštini pretežito ikavskoj, protkanoj čakavizmima (izrazitije) i crkvenoslavizmima. Uz ovo valja napomenuti nekoliko stvari: dio je povelja obilježen srpskim jezičnim značajkama, poglavito zato što su neki Kotromanići (kao i dio vlastele) uzimali na dvor srpske pisare, što je utjecalo na oblik jezika u manjem broju pravno-trgovinskih dokumenata. Tako čitamo u prijepisu srpskoga pisara u povelji Stjepana II. Kotromanića, dana 15. kolovoza 1332.: "...ban Stepan....veke...veru...verovana". U kupoprodajnom ugovoru istoga bana s Dubrovčanima, 15. veljače 1333., te povelje isti pisar zove "sr'pscie". Nasumično nabrajanje sadašnjih nacionalnih imena ne može daleko odvesti, prije svega u tom srednjovjekovnom razdoblju, jer se stanje nacionalne atribuiranosti kaotično. Referencija na jezik je najčešće slavenska (sclauonice), u djelima srpskih pisara katkad srpska, nekad i u bizarnom obliku (sr'scie, srp'scie), a u latinskim spisima ponekad hrvatska (croatice u pismu Stjepana II. Kotromanića papi). Bosansko se ime prvi put javlja u jednom notarskom spisu grada Kotora od 3. srpnja 1436. godine u kojem je zabilježeno da je gradski knez kupio jednu petnaestogodišnju djevojku "...od bosanskog roda i rođenu u heretičkoj zabludi, nazvana bosanskim jezikom Djevena...".[1] Suvremena etnička imena nisu jednoznačno povezana s nazivkom jezika, koji je rijedak u odnosu na invokacije Bošnjana, Hrvata, Srba, Dubrovčana, Vlaha i ostalih. Stoga se za oblik jezika dio dokumenata koji je prošao kroz ruke srpskih pisara koje je katkad zapošljavala bilo bosansko-humska, bilo dubrovačka kancelarija za prepisku sa Srbijom, a i među sobom, može reći da ne predstavlja vjerno oblik jezika kakav bijaše u porabi u Bosni i Humu u to doba- prije svega jer u svojim jezičnim karakteristikama (fonološkim, morfološkim, pravopisnim) odstupa od jezika kakvoga nalazimo u golemoj većini dokumenata, pisari kojih su bili domaći ljudi. Još valja napomenuti da je zbog pojednostavljenih predodžbi slavistike 19. st. (Franca Miklošiča i Vatroslava Jagića) sav korpus ćirilske pisane riječi na području Hrvatske, Bosne i Hercegovine, Srbije i Crne Gore proglašen "srpskim", pa su se tako krstjanski, katolički i muslimanski tekstovi, koji ni po nacionalnoj obilježenosti, a kamoli po obliku jezika ne pripadaju srpskomu uljudbenom krugu, našli u antologijama srpske pismenosti (najpoznatije su Stojanovićeva iz 1927. i Solovjeva iz 1926.). To je ispravljeno izdavanjem reprezentativnijih i znanstveno bolje obrađenih zbirki u izdanju Zemaljskoga muzeja u Sarajevu, koje je uredio Gregor Čremošnik, 1948-1952. Politička dimenzija o "nacionalnoj" atribuciji tih bosančicom pisanih tekstova ostaje i dalje prijeporištem među hrvatskim, bošnjačkim i srpskim paleografima. Zaključno bi se moglo reći da je doba nastanka diplomatsko-komercijalnih tekstova u 12. i 13., a ponajviše u 14. i početku 15. stoljeća bilo još prerano za izraženije etničko obilježavanje većega dijela tih tekstova (zbog više razloga, od kojih je najvažniji civilizacijska i gospodarstvena marginalnost), pa se nacionalna atribucija najčešće traži preko značajki karakterističnih za hrvatski i srpski jezičnodijalekatski izričaj- uz sve više rastuću svijest o rubnosti starobosanske diplomatike koja nema dovoljno samostalnih obilježja e da bi bila svrstana u zaseban, bosanski korpus, a zbog niza posebnosti nije ni u matici hrvatske ni srpske pismenosti toga doba.

- najznačajniji su dokumenti narodnoga jezika na području koje pokriva sadašnja Bosna i Hercegovina natpisi na mramorovima ili stećcima. Po raznim brojanjima, stećaka ima oko 60.000, no onih s natpisima je daleko manji broj: Marko Vego je u svojoj reprezentativnoj zbirci epigrafike naveo oko 400 zapisa. Manji je broj iz 12. i 13. stoljeća, dok je većina iz 14. i 15. stoljeća. Osim najstarijih, najveći je dio pisan bosančicom, a gnomskim iskazima o životu i ljudskoj sudbini neki dosižu i umjetničku vrijednost (koja je inspirirala Maka Dizdara, hrvatskog i bošnjačkog pjesnika i sastavljača antologije starih bosanskih tekstova). Jezik je narodni, većinom štokavsko ikavski (rjeđe jekavski), uz dosta čakavizama (stoga katkad karakteriziran kao šćakavski, ili štokavsko-čakavski idiom), te zanemariv broj crkvenoslavizama. Najveće su nekropole mramorova ili biliga u Hercegovini (šire područje mjesta: Stolac, Široki Brijeg, Mostar, Konjic,..) i Bosni (Vareš, Kraljeva Sutjeska, Kakanj, Zenica,..).  Jezik mramorova je najpotpunije obrađen u opsežnoj zbirci natpisa koju je objelodanio Marko Vego.

Za usporedbu, prikazat ćemo jezični izričaj s nekoliko mramorova i supostaviti ga prema tekstovima nastalima u razdoblju nakon turskoga osvojenja, u istom području ili u blizini:
V ime Oca i Sina i Svetago duha amin. Se leži Viganj Milošević. Služi banu Stipanu i kralju Tvrtku i kralju Dabiši i kraljici Grubi i kralju Ostoji. I u to vrime dojde i svadi se Ostoja kralj se hercegom i z Bosnom i na Ugre poje Ostoja. To vrime mene Vignja dojde končina na svom plemenitom pod Kočerinom i molju vas, ne nastupajte na me. Ja sam bil kako vi jeste, vi ćete biti kako jesam ja.
(Stećak kod Kočerina kraj Širokoga Brijega, 1411.)
Se leži Stipko Radosalić Bože davno ti sam' legao i vele mi ti e ležat
(Premilovo polje, Ljubinje, početak 15. st.)
V ime Oca i Sina i Svetago duha amen. Se je kami Radojica Bilića. Milostiju božijom i pomoćiju roda moga izidah mnogočasnu grobnicu i postavih si kamen na grobnici mojej i ugotovih si vični dom za života svojega, ako hoće gospodin Bog, sebi i drugu mojemu. Molju bratiju i strine i neviste: pristupite i žalite me i ne popirajte me nogama, jere ćete biti vi kakov jesam ja, a ja neću biti kakovi jeste vi. [A se] pisa Veseoko Kukulamović.
Staro selo, Jajce, po Jagiću oko 1500
Vidimo da je vernakular na stećcima u 15. st. štokavsko-čakavski ikavski idiom (čakavizmi: "dojde", "poje", "bil",..ikavski oblici: "vrime", "Stipko", "vični", neviste",...te jedan štokavski particip: "legao"). Nalazimo i pokoji crkvenoslavizam i zastarjelicu ("svetago", "se", ..). Usporedimo li vremenski bliske pjesme hrvatske književnosti, vidimo očitu sličnost u izrazu:
MISAL MI ZANOSI
Misal mi zanosi ovaj vil gdi pušta
Dva prama od kosi niz lišca gorušta,
Ali kad otvori dva svitla pozora
Ter bjelji svit stvori nego li dan zora.
Rozom jes povezla obličje veselo,
A džiljom prinesla bijeli vrat i čelo,
Iz koga jezera može bit da nose
S koraljom bisera, čim usti nje rose;
Ar iz njih leti glas za ki svak svidoči
Da rajsku ima slas ter miris s istoči.
Šiško Menčetić, Dubrovnik, oko 1480. – 1490.
Pjesma jednoga člana legendarnoga dvojca Šiško-Džore, koji je postavio temelje hrvatske književnosti Dubrovnika na narodnom jeziku je isto miješani, štokavsko-čakavski idiom, snažno ikaviziran, no temeljno ijekavski. Tako imamo čakavske oblike ("misal", u drugim pjesmama "zač", "tač",..), ikavski izričaj ("gdi", "svitla", "prinesla", "svidoči",..) koju postoje zajedno s jekavskim ("bjelji", "bijeli", ..).
Čakavsko je narječje Hvaranina Lucića, u velikoj mjeri slično natpisima na stećcima (dapače, Lucić u svojoj poeziji rabi i crkvenoslavizme e da bi postigao efekt patine i svečansoti: počten, čto,..). Idiom poznate pjesme "Jur nijedna na svit vila" je čakavsko ikavski.
JUR NIJEDNA NA SVIT VILA
Jur nijedna na svit vila
Lipotom se već ne slavi,
Jer je hvale sve skupila
Vila, ka mi srce travi.
Ni će biti, ni je bila,
Njoj takmena ka se pravi.
Lipotom se već ne slavi
Jur nijedna na svit vila.
Hanibal Lucić, Hvar, nastalo oko 1520.
Vidimo da se karakteristična štokavsko-čakavska mješavina u Dubrovniku zadržala i dalje, kao i snažni udio ikavizama, tako da je Zlatarićev tekst zapravo ikavsko-ijekavski, uz vidljiv udio čakavštine ("izranil", "zač"). Zanimljivo je da je pjesma, objavljena u zborniku 1597., dakle praktički 150 godina nakon pada Bosne pod Turke i velikih migracija koje su promijenile etničku i jezičnodijalekatsku strukturu toga i bliskih krajeva. Unatoč tomu, jasan je i vidljiv kontinuitet između ovoga jezičnoga izraza, i skoro 200 godina starijih natpisa na stećcima u velikom broju glavnih crta: štokavsko-čakavski vernakular, ikavski refleks jata (u Bosni i Hercegovini praktički jedini, u Dubrovniku supostojeći s ijekavskim koji je u konačnici prevladao.).
VEĆEKRAT NEMIR MOJ
Većekrat nemir moj odlučim tebi rit,
gospoje svijeh gospoj, za muče ne umrit;
neka t' se otkriju rane kim ljuven stril
iz tvojijeh očiju smrtno me izranil;
zač bi se nemile sve zvijeri u gori
na moj plač smutile i tvrdi mramori.
Ter mjesto i vrime pričekav moć stavlju,
da ti jad koji me sve kolje, objavlju;
ali toj sve zaman, jer kad sam prid tobom,
iziđem sebe van i nijesam voljan mnom;
smijenje me odbigne, s kim tada bit uzmnim,
strah i sram dostigne, umre rič, budem nim.
Tako se razdijelju pun smeće od tebe,
pak vapim i cvijelju i kunem sam sebe.
Ostaje trud meni i suze prigrozne.
O, moji tamni dni! o, noći žalosne!
Dominko Zlatarić, Dubrovnik, Pjesni razlike, 1597.
U slučaju pjesme bosansko-muslimanskoga pisca i leksikografa Mehmeda Uskufija imamo zanimljiv primjer štokavsko ikavskoga vernakulara u kojem nema turcizama ili islamskih orijentalizama. Tekst je zanimljiv i zbog ščakavskoga oblika ("išćemo"), a po jeziku je štokavsko ikavski. Interesantno je i to da kojih 150 do 200 godina nakon Osmanskoga osvojenja islamski leksik ne dominira (niti ga uopće ima) u ovoj pjesmi koja pripada bošnjačkoj alhamijado književnosti.
MOLIMO SE TEBI, BOŽE
Molimo se tebi, Bože,
ukaži smilje nami.
Lik išćemo sebi, Bože:
ukaži smilje nami.
Uruči nam - nije nešto,
već molidba jedna isto;
omiluj nas, lipo, čisto,
ukaži smilje nami.
Ne muči nas ti rastankom,
oveseli srce sastankom,
i javi nam i još sankom:
ukaži smilje nami.
Za tobom srce nam tuži
milostim uviravavši
ne odbijaj i ne ruži:
ukaži smilje nami.
Život othodi dan po dan;
ne zaborav', Bože jedan,
moli ti se Huvo jadan:
ukaži smilje nami.
Mehmed Hevaji Uskufi, Tuzla, oko 1630.

## Standardni jezici i politika: 19. i 20. stoljeće
Devetnaesto stoljeće je bilo prijelomnim za daljnji oblik jezika u uporabi u Bosni i Hercegovini. Ništa se revolucionarno nije dogodilo na jezičnodijalektalnom planu, niti je došlo do važnijih promjena na području oblika govornoga jezika. Ono što se pokazalo trajnim i dalekosežnim su prije svega društveni potresi i promjene: kolaps turske vlasti u BiH, formalna standardizacija jezika Hrvata i Srba sa središtima u Hrvatskoj i Srbiji, kao i ponovno uključivanje Bosne i Hercegovine u europski poredak po okupaciji Austro-Ugarske 1878.
Jezik se može promatrati na više načina, od kojih su za ovaj prikaz najvažniji genetskolingvistički i sociolingvistički. Po prvom pristupu, jezik se prikazuje kao sustav narječja (u slučaju BiH, to su najviše novoštokavski ikavski i ijekavski, te staroštokavski ijekavski, te niz dijalekata i subdijalekata). Genetska lingvistika opisuje ponajvećma nastanak i ustroj jezika kao govora (rodoslovlje, genealogija jezika) i stupanj razumljivosti ili nerazumljivosti u komunikaciji izvornih govornika nekoga vida jezika-narječja. Taj je pristup važan u klasifikaciji jezika i njihova podrijetla, no nema veze sa standardnim jezicima. Po genetskoj lingvistici, npr. nema jednoga njemačkoga jezika nego više njih, a nizozemski je također prikazan kao sustav više jezika-narječja. Drugi, sociolingvistički pristup, između ostaloga (bavi se, također, i društvenojezičnim promjenama, nastankom i oblikom sociolekata i jezikom kao identifikatorom društvenoga statusa i sl.) prikazuje nastanak i uobliku standardnih jezika (kod nas je često u upotrebi i naziv književni jezik, no, taj naziv je višeznačan). Standardni jezik je po svojoj naravi umjetna tvorevina, nastala na temelju nekoga narječja (npr. talijanski jezik je nastao na temelju toskanskoga narječja, a ne, recimo, venecijanskoga ili kalabreškoga), ali u svom daljnjem razvoju ne ovisi o dijalekatskim promjenama bazičnog narječja (talijanski standardni jezik ne reflektira promjene u toskanskom narječju u zadnjih 400-500 godina), niti je u svim vidovima (glasovnim, morfološkim, sintaktičkim) vjerna slika narječja na kojem je temeljen. Npr., hrvatski standardni jezik je u praksi promijenio neke sustave naglašavanja karakteristične za novoštokavski dijalekt (riječ hotel može imati naglasak i na "o" i na "e"- utjecaj kajkavštine), ima fonem "h" koji se izgubio u govornom novoštokavskom (hoću/'oću), oblik upitne zamjenice nije dijakatski "ko", nego književnošću stvoreno "tko", u morfologiji se nerijetko razlikuju padeži za dativ i lokativ (komu/kome, jednomu/jednome, pametnomu/pametnome). Ukratko, standardni jezik je nositelj društvenoga života zemlje i naroda, polifunkcionalan je (pokriva sva područja života, od prava do znanosti, od filozofije do vojske i diplomacije), i ima karakter prisile: u njemu su propisana pravila ispravne komunikacije, i ta dimenzija preskripcije koja odlučuje što je ispravno, a što ne- predstavlja bitnu značajku standardnoga jezika, u zrelome obliku kodificiranoga u gramatikama i rječnicima.
U sociolingvističkim krugovima ne postoji jedinstveno stajalište o tome je li književni jezik identičan standardnomu (ili mu je samo faza, najčešće prethodeća), te kada počinju procesi standardizacije za različite jezike i koji su im tijekovi (češki, slovenski, hrvatski, turski, slovački, hindi, norveški,..). Za standardne jezike Bošnjaka, Hrvata i Srba postoje često oprječna stajališta, pa se mogu navesti dominantni stavovi među jezikoslovcima za vlastite nacionalne standardne jezike, kao i mišljenja stranih slavista.
Stajalište je većine srpskih jezikoslovaca da je srpski jezik utemeljio Vuk Karadžić svojim izborom novoštokavskoga idioma, reformom slovopisa i pravopisa i prijekidom s dotadašnjom višestoljetnom tradicijom književnosti i pismenosti (na crkvenoslavenskom srpske suvrste, ruskocrkvenom i slavenosrpskom). Taj je proces počeo 1818, a dovršen je oko 1850. Kasnije se srpski standardni jezik razvijao bez većih diskontinuiteta. Većina srpskih jezikoslovaca pristaje uz tezu rane slavistike (Jernej Kopitar,Vuka Karadžić,...) po kojoj je štokavsko narječje etnički srpsko (a ne višenacionalno od početka i po svom habitusu), i ustraje na jednakosti narodnoga govora i standardnoga jezika (doduše, uz manja odstupanja). Po toj vizuri, za hrvatski jezik se smatra da je varijanta jednog, srpskohrvatskog jezika (jedna, manjinska škola), dok je drugo, većinsko mišljenje da se radi samo o hrvatskoj inačici srpskog jezika. Za bošnjački jezik se drži da je samo preimenovani srpskohrvatski jezik kakav je bio u službenoj porabi u BiH u doba SFRJ, a za sam srpskohrvatski da je standardni jezik formalno nastao Bečkim dogovorom hrvatskih i srpskih književnika i filologa 1850. Opet, za jednu školu taj je dogovor početak nastanka srpskohrvatskoga jezika u kojemu su se hrvatski i srpski jednostavno "spojili", dok je za druge to značilo hrvatsko prihvaćanje, ili "preuzimanje" Karadžićevog, etnički srpskog jezika. Također, stav je da se jezik Bošnjaka treba zvati (nezavisno o njegovoj supstanciji i strukturi) bošnjačkim, a ne bosanskim jezikom, jer drugi naziv pokazuje političke pretenzije i ne odgovara činjenici da se jezik zove po narodu (talijanski, francuski, srpski, ukrajinski,..), a ne po zemlji (nepostojanje švicarskog, belgijskog, jugoslavenskog, indijskog, pakistanskog, britanskog,...). Dominantne moderne stavove o jezičnoj povijesti srpskog su oblikovali Pavle Ivić, Milorad Radovanović, Slobodan Remetić i Branislav Brborić.
Hrvatski jezikoslovci se slažu u nekoliko glavnih stavova, no razilaze u drugima, isto tako značajnima. Mjesta slaganja su sljedeća: hrvatski jezik je nastao kao standardni jezik najkasnije sredinom 18. stoljeća, a proces dovršetka standardizacije se protegao do sredine, pa i konca 19. stoljeća. Istodobnost konačne faze standardizacije hrvatskog i srpskog (druga polovica 19. stoljeća) ne znači ništa, jer se dva toka jezične povijesti oba jezika, veoma različita u prošlosti, nisu slila u jedan jezik, nego dotaknula u međusobnim utjecajima, i to takvima u kojima je hrvatski, zbog svoje bogate prošlosti (književne i filološke), bio u većini slučajeva jezik-davalac. Srpskohrvatski standardni jezik se nije raspao propašću SFRJ, nego nikada i nije postojao, usprkos svim međunarodnim klasifikacijama koje su samo politička potvrda realpolitičkih odnosa snaga i specifikuma jezične historije, a ne relevantna lingvistička kategorizacija. Da nije bilo dogovora, pregovora i prisila oko ujedinjavanja jezika (kao što nije bilo s češkim i slovačkim, ili urduom i hindijem), ni srpskohrvatski ne bi bio klasificiran kao standardni jezik. Ono što se u doba SFRJ označavalo zapadnom i istočnom varijantom, ili zagrebačkom i beogradskom verzijom srpskohrvatskog ili hrvatskog ili srpskog- zasebni su standardni jezici, što se onda nije smjelo javni priznati zbog političke situacije. Hrvatski jezikoslovci se razilaze u pitanju vremena nastanka hrvatskoga standardnog jezika: jedna škola tvrdi da je to bilo oko 1750, s presudnom ulogom novoštokavske književnosti autora Kačića Miošića i Relkovića; druga, da je to pojavom hrvatske književnosti na štokavsko-ijekavskom narodnom idiomu u Dubrovniku (Šiško Menčetić, Džore Držić) (1480.-1500.), ili, najkasnije, ostvarenjima razvijenoga jezika u prvoj polovici 17. stoljeća, ozbiljenim umjetničkim djelom Gundulića i gramatikama i rječnicima Bartola Kašića i Jakova Mikalje (1600.-1650.). Za srpski jezik se drži da je nastao reformama Vuka Karadžića, no, da su te reforme, u onome dijelu koji se tiče hrvatskoga, već ionako bile u svim elementima nazočne u korpusu hrvatske pisane riječi desetljećima i stoljećima prije Karadžića. Većina hrvatskih jezikoslovaca ne smatra da je srpski dio hrvatskoga, nego, kao standardni jezik, njegov "mlađi brat". Katkad se povlači paralela Urdua i Hindija, od kojih je stariji, Urdu (muslimanska inačica jezika temeljena na narječju Hindustani, skupu dijalekata sjeverne Indije i nastao u 17-18. stoljeću), metaforički analogon hrvatskomu, a Hindi (hinduska varijanta iz 19. stoljeća) bi, u toj vizuri, odgovarao srpskomu jeziku. Hrvatski jezikoslovi inzistiraju na trima značajkama hrvatskoga jezika: tronarječnoj dimenziji, kontinuitetu hrvatske književnojezične povijesti, te tvorbenosti ili purizmu- što su sve odlike koje ga odvajaju kako od srpskog, tako od bošnjačkog jezika. Za bošnjački je stav prema imenu jezika identičan onom srpskih jezikoslovaca (tj. da bi primjerenije ime jeziku trebalo biti bošnjački, a ne bosanski- što je službeno ime u samome bošnjačkom jeziku), a razlikuje se u tome što se ne misli da je bošnjački dio hrvatskog (ili srpskog) jezika, nego da je još nedovoljno standardiziran nacionalni jezik čija dijalekatska sličnost ili istost s različitim dijalektima kojima govore Hrvati i Srbi nema nikakve posljedke po samostalnost jezika. Ili- štokavsko narječje i njegovi dijalekti etnički ili nacionalno ne pripada, niti je ikada pripadalo samo jednomu narodu (po tomu, štokavsko bi narječje bilo slično Hindustaniji ili Plattdeutschu), dok je standardni jezik nešto što nastaje svjesnim oblikovanjem pisaca i jezikoslovaca pojedinoga naroda, i već se time ne može podvesti pod hrvatski i srpski jezični kišobran. Dominantne stavove o hrvatskoj jezičkoj povijesti su oblikovali Dalibor Brozović, Radoslav Katičić, Stjepan Babić i Milan Moguš.
Mišljenje je bošnjačkih jezikoslovaca podijeljeno: aktivni sudionici u oblikovanju bošnjačkoga standarda smatraju da bošnjački jezik postoji stoljećima u nizu zapisanih djela, no da zbog povijesnopolitičkih okolnosti nije standardiziran kao poseban jezik sve do novijega doba - što ne dovodi u pitanje njegovu opstojnost, nego samo pokazuje kašnjenje u preskripciji fizionomije službenoga jezika u praksi. Dio jezikoslovaca drži da hrvatsko-srpski dogovor u Beču 1850. ne znači ništa za Bošnjake jer tamo nije bio prisutan nijedan bošnjački kulturni djelatnik. Također, zbog povijesnih referencija na bosanski ili bošnjački jezik, jedan dio jezikoslovaca misli da su hrvatski i srpski zapravo izvedeni jezici iz bošnjačkog - koji je, iz te vizure, dijalekatska osnovica za oba jezika, pa je štokavsko narječje esencijalno etnički bosansko (ovdje dolazi do konfuzije pojmova bosanski i bošnjački). Većina bošnjačkih jezikoslova ističe veću homogenost narodnih govora Bošnjaka u odnosu na srpsku, a pogotovo na hrvatsku situaciju, te bliskost novoštokavskoga dijalekta i jezika kakav je bio na snazi kao službeni u BiH u doba Jugoslavije (1945. – 1991.). U naglasku na identičnosti ili velikoj bliskosti narodnoga i književnoga idioma, kao i na kontinuitetu sa srpskohrvatskim jezikom na vlasti u socijalističkoj Bosni i Hervegovini, glavnina je bošnjačkih jezikoslovaca bliža srpskom shvaćanju jezične kulture. Razlika je u tome što srpski jezikoslovci tvrde da je službeni jezik u socijalističkoj BiH bio esencijalno srpski, dok bošnjački jezikoslovci smatraju da je bio esencijalno bošnjački/bosanski. Sličnost je u tome što obje strane smatraju da je "srpskohrvatski" u Bosni i Hercegovini nastao bez većih prisilja, i da ga treba zadržati više-manje onakovog kakav je bio (uz manje izmjene). Mišljenje je većine bošnjačkih jezikoslova da su hrvatski, srpski i bošnjački zapravo, gledano s genetskog kriterija jedan jezik, koji se realizira u praksi kao tri različita standarda. Manjina bošnjačkih jezikoslovaca smatra da bošnjački jezik tek treba oblikovati, i to na tradicijama potiskivane bosansko muslimanske pismenosti i književnosti, poglavito usmene poezije i proze, kao i književnosti nastale do 19. stoljeća. Glavni je spor među bošnjačkim filolozima i jezikoslovcima o samoj namjeni bošnjačkoga jezika: je li to nacionalni jezik Bošnjaka ili svih stanovnika BiH? Koliko je bivši srpskohrvatski u Bosni i Hercegovini bio nametnut strani idiom, a koliko je prirodan jezični izraz? U ovisnosti o odgovoru slijede i praktični potezi koji se tiču svih razina službenoga jezika. Dominantne stavove o bošnjačkoj jezičnoj povijesti oblikovali su Alija Isaković, Dževad Jahić, Senahid Halilović i Naila Valjevac.
Strani slavisti oko tih pitanja zauzimaju različite stavove. Većina pripadnika starijega naraštaja, školovanoga u doba SFRJ, smatra da srpskohrvatski postoji kao jedan standardni jezik s dvije (ili tri) varijante. Drugi, mlađih naraštaja, misle da je srpskohrvatski postojao, ali da se raspao zajedno sa SFRJ. Neki su mišljenja da srpskohrvatski standardni jezik nikada nije postojao, nego da je njegova kategorizacija danak političkoj situaciji. Uz ovo valja napomenuti da je propašću komunizma u dobroj mjeri opao interes za učenje jezika bivše SFRJ (unatoč ratu koji je bio dimenzija svjetske krize), kao i općenito slavenskih jezika, pa je broj inozemnih stručnjaka za bivši srpskohrvatski malen, a još je problematičnija njihova sprema, često ovisna o sredini u kojoj su usavršavali studije i čije stavove nerijetko prenose. 

## Unutarnje poveznice
- Bošnjački jezik
- Hrvatski jezik, Hrvatska književnost
- Hrvatska književnost u Bosni i Hercegovini

## Vanjske poveznice
- Darija Gabrić Bagarić: Primjeri bosanskohercegovačke pismenosti i književnosti od 11. do 19. stoljeća
- Darija Gabrić Bagarić: Primjeri bosanskohercegovačke pismenosti i književnosti od 11. do 19. stoljeća
- Josip Vrana:Da li je sačuvan original isprave Kulina bana, Paleografijsko-jezična studija o primjercima isprave iz g. 1189.
- Petra Košutar, Branka Tafra: Nova periodizacija povijesti hrvatskoga književnoga jezika
- Darija Gabrić-Bagarić: KNJIŽEVNOJEZIČNA NORMA FRANJEVAČKIH PISACA 18. ST. – SASTAVNICA JEZIČNOSTANDARDIZACIJSKIH PROCESA
- Darija Gabrić-Bagarić:ČETIRI ISHODIŠTA HRVATSKOGA STANDARDNOGA JEZIKA
- Julijan Jelenić: Kultura i bosanski franjevci